# Bartolomeo Bezzi

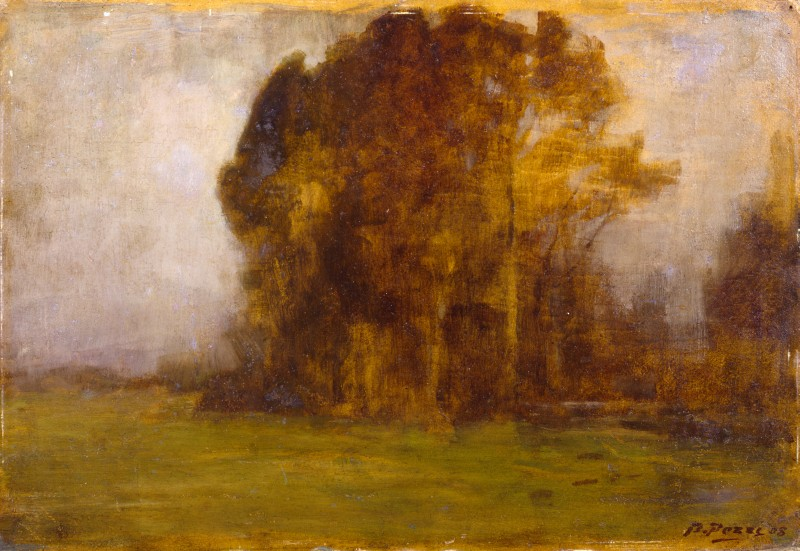
Autunno, 1908 (Fondazione Cariplo)

Bartolomeo Bezzi (Fucine d'Ossana, 6 febbraio 1851 – Cles, 8 ottobre 1923) è stato un pittore italiano.

## Biografia

### La giovinezza

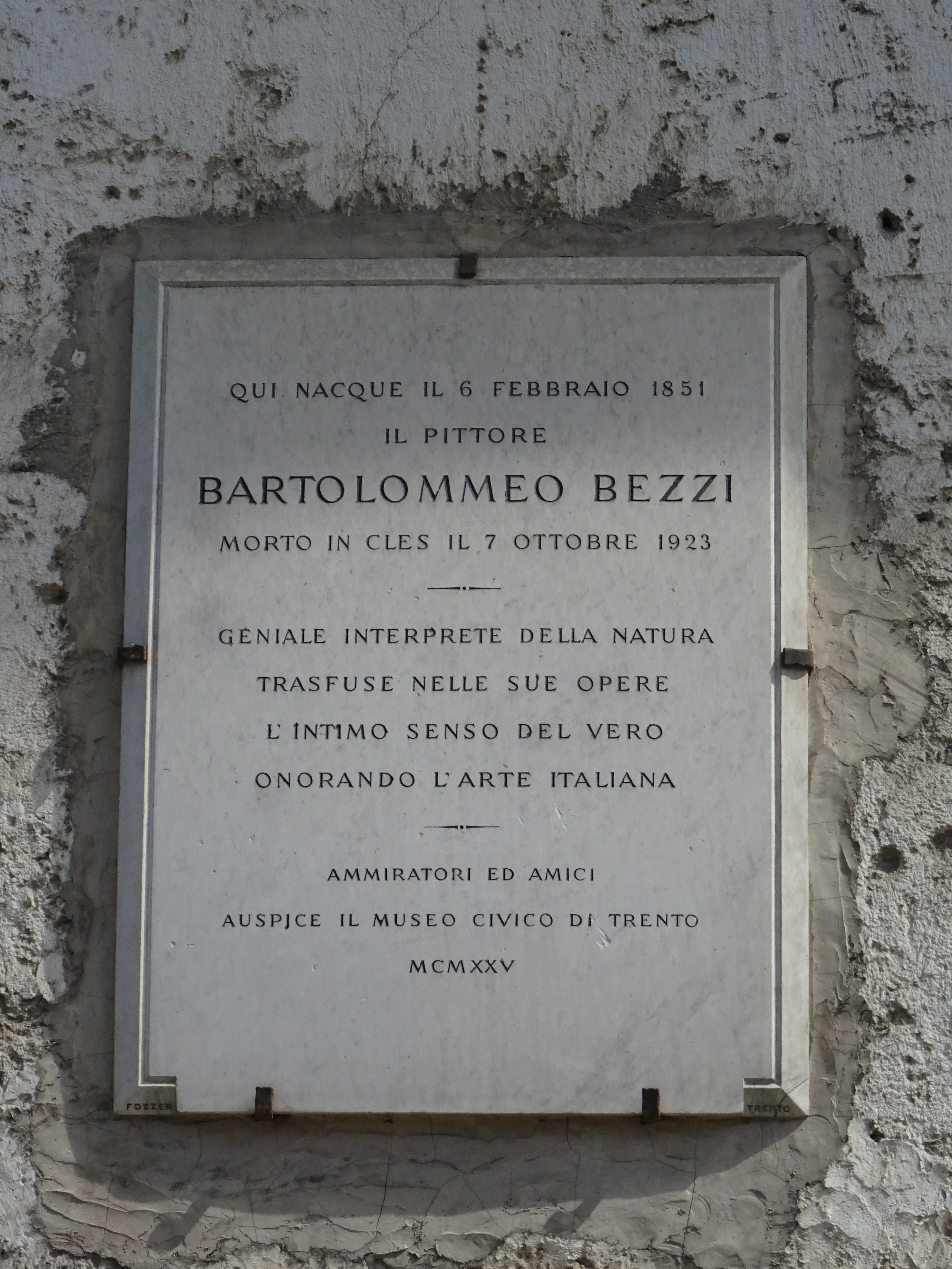
Targa sulla casa natale di Bezzi a Fucine

Il 6 febbraio 1851 nasce a Fucine d'Ossana in Val di Sole Bartolomeo Teofilo Ismaele Bezzi, figlio di Domenico Bezzi, geometra e grande appassionato d'arte, e Luigia Taraboi.
Nel 1862 rimane orfano di padre. Lascia Fucine per cercare fortuna come venditore ambulante.
Dopo qualche anno, nel 1870, stanco di quel tipo di vita, grazie ai risparmi e all'aiuto di un cugino e dello zio don Ambrogio, prete a Pellizzano in Val di Sole, decide di iscriversi all'Accademia di Belle Arti di Brera.
Qui diventa allievo di Giuseppe Bertini e nel corso degli studi si fa ben presto notare e, già nel secondo anno riesce ad ottenere menzioni e medaglie coi suoi lavori. In questi anni, inoltre, frequenta un gruppo di giovani artisti dallo spirito rinnovatore ed antiaccademico e partecipa attivamente ai dibattiti sull'impressionismo francese.

### Gli esordi pittorici
Nel 1876 ha la sua prima esposizione alla mostra collettiva annuale predisposta dall'accademia. Presenta Paesaggio e Impressione. L'anno seguente espone Al pozzo e Val Solandra.
Due anni più tardi, ottiene un riconoscimento grazie all'opera Valle di Rabbi che colpisce la commissione con i suoi colori che riescono a rendere più dolci e morbidi anche quegli aguzzi e scoscesi paesaggi alpini.
Nel 1879 è costretto ad abbandonare gli studi accademici a causa della sua cagionevole salute. Ma neppure la malattia gli impedisce di proseguire l'attività di artista riscuotendo un enorme successo, rincuorato dagli amici, estimatori, collezionisti e amanti dell'arte.
In questi anni apre un suo studio a Milano ma trascorre diversi giorni a Trento dove ritrae su una tela di vaste proporzioni la città.
Questa è anche una testimonianza di come Bartolomeo Bezzi rimane legato affettivamente al Trentino. Ricorrenti saranno le puntate sia nella città capoluogo, che in Val di Non e in Val di Sole.

### La carriera

#### Gli anni ottanta

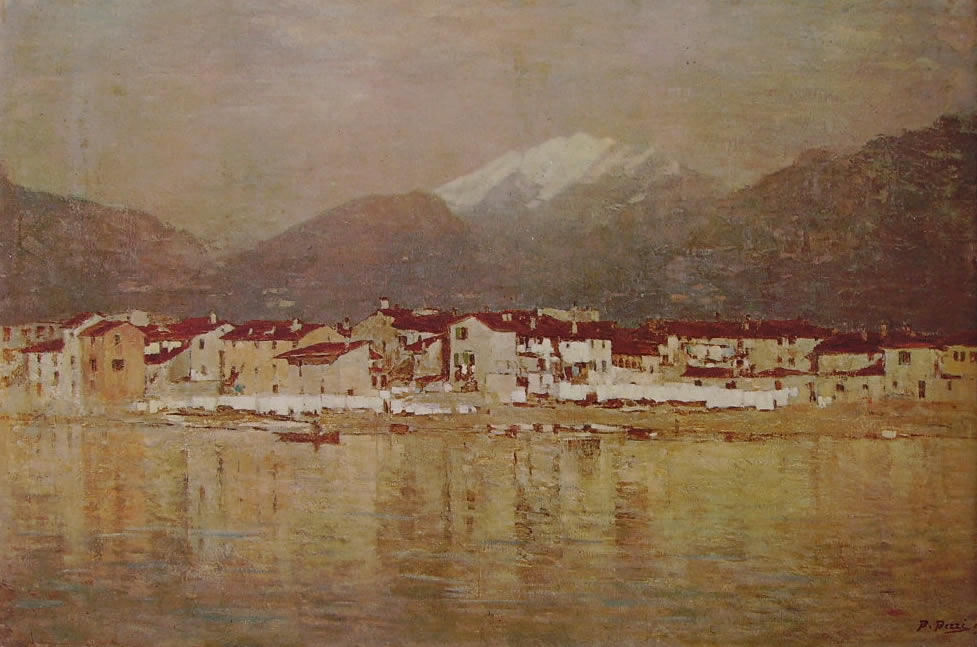
Pescarenico

A Torino è presente alla Quarta Esposizione Nazionale di Belle Arti con le opere Sul Tonale, Una via di Trento, La vigna, Una frana in Val d'Adige. Nel 1881 all'Esposizione Nazionale a Brera espone Il mio paesello, Ricordo dei bagni, nuovamente Sul Tonale e Confidenze.
A trentun anni, nel 1882, vince il suo primo importante premio a Milano: il premio Fumagalli.
Qualche mese dopo riceve 4.000 lire per l'opera Pescarenico, acquistata dal principe Ruspoli.
In questi anni vive tra Verona e Milano. Nel periodo veronese dipinge diverse opere legate al paesaggio e alcune di queste vengono esposte all'Esposizione di Belle Arti di Roma: Verona lungo l'Adige, Un mattino a Verona, Pescarenico, Mulini sull'Adige e Giornata d'Autunno. Qui riscontra un gran successo ma, tra tutti i suoi dipinti, quello che riceve maggiori attenzioni è: Mulino sull'Adige. L'opera Mulini a Verona viene acquistata dalla Galleria Nazionale di Arte Moderna.
Nel 1884 a Torino, all'Esposizione Nazionale Italiana organizzata dalla Società Promotrice di Belle Arti, presenta Venezia, Campagna romana, Autunno, Ricordo di Roma, Tempo grigio a Venezia, Sera.
Alla mostra di Brera espone Bambocci, Sito alpestre e Acqua morta, acquistata dal conte Aldo Annoni di Milano. Poco tempo dopo diventa socio onorario dell'Accademia di Brera.

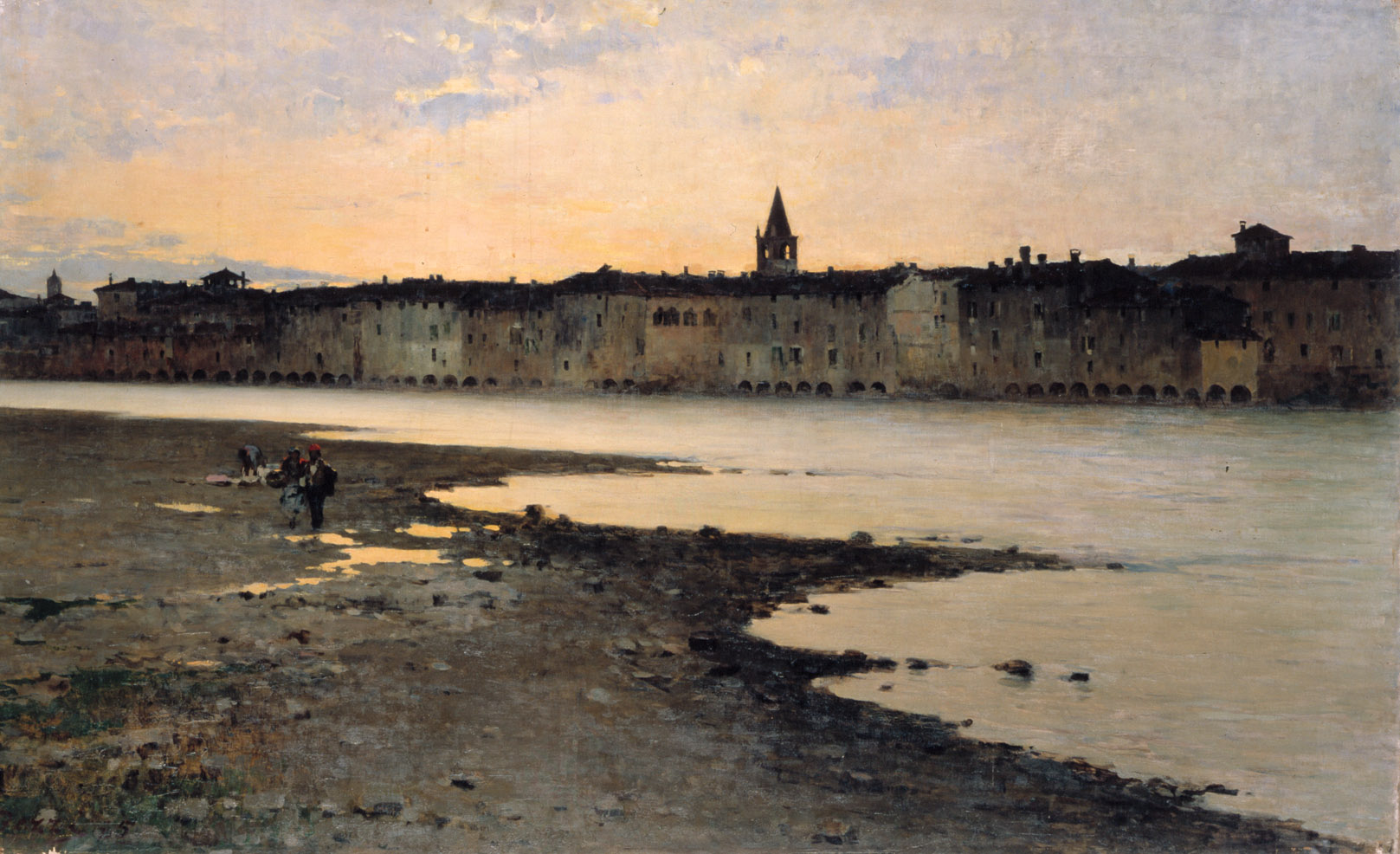
Sulle rive dell’Adige

Espone Sulle rive dell'Adige, a Milano nel 1885 e l'anno successivo ad una mostra collettiva a Berlino ed infine a Venezia nel 1887 dove viene acquistato dal re Umberto.
Nel 1886 partecipa alla mostra inaugurale della neonata Società per le Belle Arti ed Esposizione Permanente di Milano con A Chioggia, Mulini a Verona, Paesaggio, Betulle e con il bozzetto Pescarenico.
L'anno seguente espone sei opere alla Mostra Nazionale di Venezia: Riva di Trento, Studio, Mestizia, Sulle rive dell'Adige, Paesaggio e Bosco ceduo, quest'ultimo quadro, conosciuto come Bosco di betulle, nel 1890 verrà acquistato per 500 fiorini dal Municipio di Trento e posto nel Museo Storico della città.
Nel 1888 all'Esposizione di Parigi viene premiato per l'opera Sole cadente sul lago di Garda, che verrà successivamente acquistata dal Museo Revoltella di Trieste.
L'anno successivo, partecipa a una mostra a Roma con Venezia che dorme, Armonie della sera, Raggio di luna e Amori dell'aria. Partecipa per la prima volta all'Esposizione Universale di Parigi con Les bords d'un rivière.
Lo stesso anno viene nominato Cavaliere dell'Ordine di S. Michele di Baviera.
Si trasferisce a Venezia dove abita alle Fondamenta delle Zattere, quartiere al tempo frequentato da molti artisti, poeti e scrittori. Qui conosce pittori realisti e postmacchiaioli come Guglielmo Ciardi, Luigi Nono, Silvio Rota, Alessandro Milesi e Mario de Maria.
Proprio in questo periodo, influenzato dall'ambiente artistico veneziano e in particolar modo dalle opere di Giacomo Favretto, abbandona, seppur brevemente, la pittura paesaggistica per dedicarsi alla pittura di genere.
Un altro importante incontro è con l'artista Pietro Fragiacomo e con i suoi paesaggi lagunari dall'affascinante luminosità.
A Venezia getta le basi di un progetto di Esposizione Internazionale d'Arte, che si concretizzerà nella Biennale.
Bezzi partecipa a tutte le edizioni, dalla prima, nel 1895, a quella del 1914.
L'appartenenza al comitato organizzativo gli consente di effettuare numerosi viaggi all'estero, nel 1897 in Scozia e Inghilterra, nel 1898 e 1901 in Germania, Austria e Francia, durante i quali viene a contatto con i diversi linguaggi artistici internazionali.

#### Gli anni novanta
Nel 1891 espone alla Triennale di Brera a Milano l'opera Spiaggia del Lido. Questo quadro è premiato in seguito con medaglia d'argento all'esposizione di Roma del 1893 dal Municipio della città.
A Monaco di Baviera vince la medaglia d'oro per l'opera Notte di primavera.
Nel 1892 si reca a Trento, dove fa parte della giuria che dovrà stabilire a chi affidare la realizzazione del monumento a Dante, nell'omonima piazza.
Qui stringe amicizia con Cesare Battisti e si dedica alla propaganda irredentista, partecipando a manifestazioni artistiche che si prefiggono di affermare l'italianità del Trentino.
Qualche mese più tardi, durante una visita in casa dei Conti Cesarini Sforza in terra natia, incontra Isabella Dal Lago di Cles e la sposa il 26 settembre 1892.
Il Ministero della Pubblica Istruzione gli conferisce una medaglia d'oro per il dipinto Paesaggio trentino o Da Cles esposto alla mostra di Torino.
Tre anni più tardi è presente alla prima Esposizione Internazionale d'Arte della città di Venezia con S. Michele all'Adige e Giorno di magro.

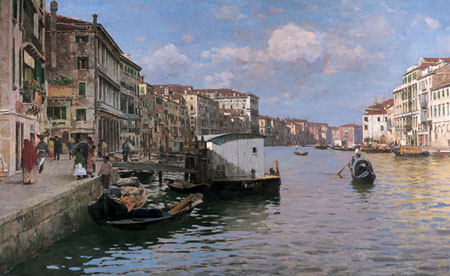
Canal Grande a Venezia

Nel 1896 partecipa all'Esposizione della Secessione di Monaco presentando l'opera Canal Grande a Venezia.
In questo periodo conosce l'arte floreale secessionista e l'Art Noveau però, non si lascia influenzare da questa visione del paesaggio addolcita dalle linee vegetali e dai colori decorativi. Bezzi continua a coltivare una rappresentazione lirica e crepuscolare della natura che caratterizzerà la sua produzione fino al 1910 circa.
Nel 1897 presenta Preludio della sera alla Seconda Biennale di Venezia e tre anni dopo riceve la medaglia d'argento all'Esposizione Universale di Parigi per il dipinto Giorno di Magro, eseguito nel 1895.
Nel 1899 partecipa alla III Esposizione internazionale d'arte di Venezia.
Alla Biennale di Venezia del 1901 presenta le opere: Vaghezza autunnale, A sera e Calma notturna. Due anni dopo, alla quinta Biennale: Mattino sul lago, Notte chiara, Gli alberi, In riva al Garda e Prima neve.

### La malattia

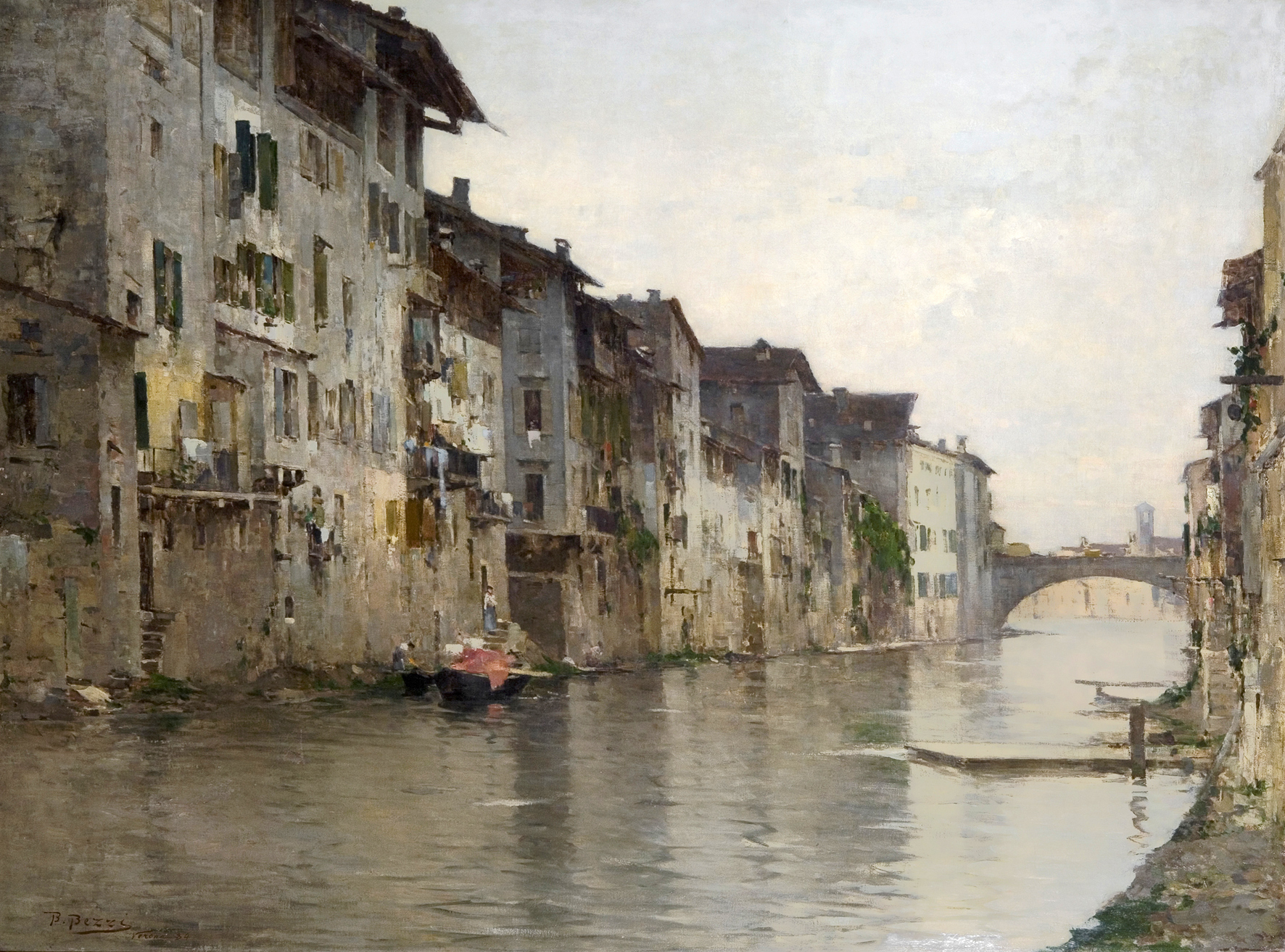
L'acqua morta

Nel 1905 la sua malattia nervosa inizia a peggiorare, ma partecipa ugualmente alla sesta edizione della Biennale veneziana, presentando Fantasie dell'aria, Pescarenico e Acqua morta.
Due anni dopo a Trento viene organizzata l'unica mostra d'arte personale mentre è in vita.
Nello stesso anno è a Torino con Notte di luna, a Venezia con Sulle rive del Ticino, Mattino d'autunno, Tramonto e si reca anche all'estero: a Buenos Aires, Montevideo e Valparaiso. Agli inizi del secolo 19°, esegue le opere Prima neve a Desenzano (anno 1903).
Nel 1909 partecipa all'Esposizione di Roma con tre opere notevoli: Mattino d'autunno, Revèrie e Neve a Venezia.
Dopo aver trascorso alcuni mesi sul lago di Garda e a Pescarenico sul lago di Como, si reca nuovamente a Roma dove riceve l'importantissima nomina a membro della commissione coordinatrice per l'esposizione Mondiale del 1911.
Quindi nel 1911, a Roma, oltre ad occuparsi dell'esposizione mondiale, si avvicina, pittoricamente, al mondo classico, interpretato con barlumi romantici.
Nascono così le opere Villa Pamphili (1910), Cipressi a Villa Adriana (1911), Villa Borghese (1911).
Si trasferisce di nuovo a Verona dove lavora alle opere per la Biennale veneziana ma, due anni dopo viene colpito nuovamente dalla malattia nervosa che lo perseguita da anni, impedendogli di dipingere. Per questo motivo, alla Decima Biennale veneziana, sarà presente con un'opera sola: Villa abbandonata, che rispecchia il suo stato d'animo del momento.
Tuttavia nel 1913 è all'Esposizione Internazionale di Firenze con Poesia autunnale e Armonie della sera.
L'anno successivo ritorna in Trentino, a Cles. La Biennale di Venezia gli dedica una sala con nove quadri: Poesia del fiume (Verona), Pace, Bacio di sole (Verona), Guardiani della villa, Paesaggio laziale, Notte a Verona, Mattino d'opale (Mantova), Chiaro di luna, Verona sparita.
il suo temperamento pittorico gli rivela nel colore delle cose, 

nelle vibrazioni e nei suoi rapporti, armonie e palpiti musicali…”»
(Nino Barbantini, Catalogo dell’XI Biennale,1913)
Nel 1921 di Milano organizza una mostra personale alla Galleria Pesaro, dove vengono esposti 83 quadri e 44 bozzetti.
Nella primavera del 1923 la malattia sembra miracolosamente migliorata e Bezzi torna nel capoluogo lombardo.
Ottiene una sala in cui esporre le opere, cosa che fino ad allora non aveva mai potuto realizzare. 
Purtroppo di nuovo la sua malattia peggiora all'improvviso e il 7 ottobre dello stesso anno muore a Cles.

## Riconoscimenti
- 1924 - La Biennale di Venezia gli dedica una grande mostra postuma con ventun opere, curata da Vittorio Pica, grande amico del pittore.
- 1927-1928 - nella II Mostra d'arte marinara a Roma viene inserita una retrospettiva dell'artista con 23 opere di paesaggi marini tra cui: Fantasmi della laguna, Poesia vespertina, Nubi rosse, Amori dell'aria, Fantasie dell'aria.
- 1946 - Trento gli dedica la sua prima mostra personale postuma: 36 opere presentate da Guido Polo.
- 1951 - a cento anni dalla nascita del pittore, a Trento viene organizzata un'importante retrospettiva, con sessantotto opere, allestita nelle sale del Castello del Buon Consiglio.
- 1999 - Il Lions Club di Cles organizza una mostra antologica dedicata a Bartolomeo Bezzi in collaborazione con il comune di Cles e di Ossana. Nell'occasione è edito un catalogo con testi di Gabriella Belli.
- 2003 - Il 3 maggio l'amministrazione comunale di Trento inaugura a Palazzo Geremia la mostra Il fascino della natura in Bartolomeo Bezzi curata da Alberto Pattini e dedicata al pittore trentino in occasione dell'ottantesimo anniversario della sua morte. Il Bezzi viene celebrato come un «geniale paesaggista e eccellente interprete delle emozioni della natura».

### Il fascino della natura in Bartolomeo Bezzi
Questa mostra si propone di ripercorrere l'intero cammino artistico del pittore attraverso quarantacinque quadri provenienti da collezioni private italiane, musei e gallerie pubbliche. 
Durante questo percorso si scopre come la luce sia uno degli elementi fondamentali dei suoi lavori, l'effetto è ottenuto con brevi pennellate di colore depositato delicatamente sulla tela.
Quella di Bezzi è un'elaborazione lirica e crepuscolare del tema della natura, di cui il pittore ama ritrarre il malinconico alternarsi delle stagioni.

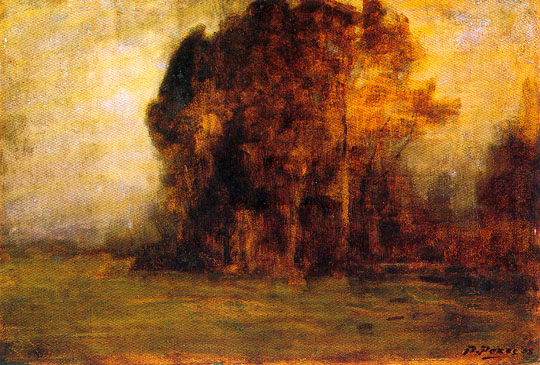
Autunno

Nel far ciò sceglie le stagioni del trapasso, quelle meglio caratterizzate dal ciclo di morte e rinascita, ovvero: primavera e autunno, ma in particolare predilige l'autunno, come immagine speculare del suo stato d'animo.
Bezzi si relaziona al paesaggio con uno sguardo rispettoso del vero, ma attraverso un filtro emotivo personale che libera la visione dalle descrizioni puramente topografiche. Il quadro che testimonia questa sua predilezione è appunto Autunno. Datato al 1908, viene ceduto alla Cassa di Risparmio delle Provincie Lombarde dalla vedova di Bartolomeo Bezzi. 
Bezzi, che presumibilmente realizza questo dipinto dal vero, ricorre a un linguaggio molto povero; tanto che i colori, stesi con pennellate veloci, talvolta sono talmente diluiti da lasciar trasparire il supporto in alcune zone. 
In questa tela il pittore si limita a poche tonalità essenziali, giocate sui verdi, sui bruni e sul bianco sporco e utilizza effetti cromatici volti a creare nell'osservatore quella sensazione di malinconia tipica di questa stagione. 
Il piccolo dipinto, appartiene alla fase matura del pittore, ovvero gli anni ottanta, stagione in cui egli appare molto in sintonia con la corrente pittorica del naturalismo.
Dalla metà del decennio successivo l'artista elabora una pittura sempre più semplificata e restringe il repertorio dei temi trattati al solo paesaggio. Rinuncia al ritratto e alla composizione con figure, ambiti nei quali in precedenza aveva riscosso molto successo.
Tra i quadri esposti è impossibile non citare Marina, capolavoro del 1907, e Paesaggio alpestre del 1906 ma anche numerose altre opere che appartengono al periodo giovanile del pittore come: Chiesa della salute e Paesaggio (1876).
Se qualche volta gli sorrise uno squarcio di sereno o una visione gioconda, subito tornò ai semitoni delicati, ai rapporti amabili... 

a quel fascino di biancori argentei e di penombre arcane ch’emana la Natura nelle prime e nelle ultime ore del giorno quando il pensiero concentrato da una luce blanda e tranquilla assurge alla meditazione delle cose più ideali come sotto l’impero d’una musica sinfonica".»
(Giulia Lazzari, Catalogo edito alla personale dell’artista nel 1907)